# Tularemia
Tularemia é uma doença infecciosa rara que pode atacar a pele, olhos e pulmões. Menos de 200 casos de tularemia são informados anualmente nos Estados Unidos — principalmente em estados centrais ocidentais e do sul.
A tularemia, ou febre da mosca do cervo, ou febre do coelho, como é frequentemente chamada, é causada pela bactéria Francisella tularensis. A doença afeta principalmente animais, especialmente roedores, coelhos e lebres, entretanto também pode infectar pássaros, répteis e peixes.
A tularemia chega aos humanos de várias maneiras, inclusive mordidas de inseto e exposição direta a um animal infectado. Altamente contagiosa e potencialmente fatal se não tratada, a tularemia foi identificada como uma possível bioarma. Se diagnosticada cedo, a doença pode ser tratada efetivamente com antibióticos, mas a meta é erradicá-la.

## Sintomas
- Tularemia Ulceroglandular:

Sem dúvida a forma mais comum da doença. Começa com uma úlcera de pele que forma no local da infecção — normalmente um inseto ou mordida de animal. De lá, as bactérias espalham-se aos linfonodos que ficam inchados e doloridos. Outros sintomas incluem febre, dor de cabeça e esgotamento.
- Tularemia glandular:

As pessoas com tularemia glandular têm todos os sinais e sintomas da tularemia ulceroglandular, mas não desenvolvem úlceras na pele.
- Tularemia Oculoglandular:

Esta forma afeta os olhos, causando dor, vermelhidão, inchaço e descarga. Às vezes uma úlcera pode se desenvolver no lado de dentro da pálpebra.
- Tularemia Orofaringeal:

Afetando a área digestiva, é marcada por vômito e diarreia.
- Tularemia Pneumônica:

Ela causa sintomas típicos de pneumonia: tosse, dor no peito e respiração difícil. Outras formas de tularemia também podem alcançar os pulmões.
- Tularemia Tifoidal:

Esta forma rara e séria da doença normalmente causa febre, esgotamento extremo e perda de peso, e pode afetar vários órgãos de corpo, inclusive os pulmões.

## Causas
Tularemia não acontece naturalmente em humanos, mas sim em animais — mundialmente, mais de 200 espécies de mamíferos, porém também podem ser infetados pássaros, insetos e peixes, com F. tularensis. As bactérias podem viver durante muito tempo nos animais, e até mesmo insetos podem agir como reservatórios para doença. Ao contrário de algumas doenças infecciosas que se espalham de animais a pessoas por uma única rota, tularemia tem vários modos de transmissão; como você normalmente contrai a doença determina o tipo e severidade de sintomas. Em geral, você pode conseguir tularemia através de:
- Mordidas de inseto: Embora vários insetos levam tularemia, carrapatos e moscas de cervos são mais comuns em transmitir a doença a humanos. A mordida do carrapato causa uma proporção grande de casos de tularemia ulceroglandular.

- Exposição a animais doentes ou mortos: Tularemia ulceroglandular também pode ser o resultado de mexer ou ser mordido por um animal infetado, frequentemente um coelho ou uma lebre. Bactérias entram na pele por cortes pequenos e abrasões ou por mordida, e uma úlcera se forma no local da ferida. A forma ocular de tularemia pode acontecer quando você esfregar seus olhos depois de tocar em um animal doente.

- Bactérias aerotransportadas: Bactérias na terra podem ficar aerotransportadas durante o ajardinar, a construção ou qualquer atividade que perturbe a terra. A inalação das bactérias pode conduzir à tularemia pneumônica.

Comida contaminada ou água. Embora incomum, é possível contrair tularemia por comer carne mal-cozida de um animal infetado ou bebendo água contaminada. Os sinais intestinais são: vômitos, diarreia e outros problemas digestivos (tularemia orofaringeal). O calor mata a F. tularensi, portanto carne bem cozida está normalmente segura comer.

## Epidemiologia
A tularemia acontece mundialmente — especialmente em áreas rurais na Europa oriental, China, Japão e Escandinávia. Nos Estados Unidos, a maioria dos casos — com a exceção de Martha's Vineyard — é agrupada no oeste rural e em estados centrais do sul, como Arkansas, Missouri e Oklahoma. A estação do carrapato (geralmente junho a setembro) e caça são as alturas mais propícios a infecção.
É uma doença altamente contagiosa: a inalação de 10 a 50 bactérias pode causar a doença. A tularemia é rara, só um punhado de casos são informados cada ano. As bactérias são transmitidas de animais a humanos, não de pessoa para pessoa.

## Diagnóstico
Os médicos podem conferir para F. tularensis em uma amostra de sangue ou de saliva que são cultivadas para aumentar o crescimento das bactérias. Mas o modo preferido para diagnosticar a tularemia normalmente é identificar anticorpos às bactérias em uma amostra de sangue. Também é provável que você tenha que realizar uma radiografia ao tórax para procurar sinais de pneumonia.
São utilizados também:
- Sorologia para tularemia
- Prova de PCR (Reação em Cadeia de Polimerase)
- Hemoculturas

## Complicações
A maioria das formas de tularemia pode chegar eventualmente aos pulmões, conduzindo à pneumonia e às vezes à parada respiratória — uma condição na qual os pulmões não levam bastante oxigênio e libertam bastante gás carbônico ou ambos. Outras possíveis complicações incluem:
- Meningite: É uma infecção séria do fluido e membranas (meninges) que cercam o cérebro e o medula espinhal. Sinais e sintomas de meningites bacterianas incluem febre alta, dor de cabeça severa, pescoço rígido e sensibilidade à iluminação. Se não tratado prontamente, meningites bacterianas podem causar lesão cerebral e morte.

- Pericardite: É o inchamento e irritação do pericárdio, a membrana magra que cerca o coração. A pericardite moderada melhora frequentemente sem tratamento, mas em casos mais sérios podem requerer terapia antibiótica.

- Infecção dos ossos(osteomielite): Bactérias de tularemia às vezes chegam aos ossos, conduzindo à dor, diminuindo o movimento das juntas, vermelhidão na pele e feridas abertas nas áreas afetadas.

## Tratamento
Tularemia pode ser tratada efetivamente com antibióticos como estreptomicina ou gentamicina que são diretamente administrados através de injeção num músculo ou veia. Dependendo do tipo de tularemia que é tratado, os doutores podem prescrever antibióticos orais como tetraciclina. Pode se usar também cloranfenicol, rifampicina ou fluorquinolonas (ciprofloxacino ou levofloxacino). Além disso, terapia para qualquer complicação, como meningites ou pneumonia. Em geral, os pacientes ficam imunes à tularemia após a recuperação, mas algumas pessoas podem experimentar um retorno da doença ou reinfecção.